# قاو سونغ
قاو سونغ (بالصينية: 高嵩) هو متزلج فني صيني، ولد في 20 مارس 1981 في هاربن في الصين.

## وصلات خارجية
- قاو سونغ على موقع الاتحاد الدولي للتزلج (الإنجليزية)